# Barão do Pico do Celeiro
Barão do Pico do Seleiro é um título nobiliárquico criado por D. Pedro IV de Portugal, Regente durante a menoridade de D. Maria II de Portugal, por Decreto de 4 de Abril de 1833, em favor de José António da Silva Torres Ponce de Leão, depois 1.º Visconde da Serra do Pilar.
Titulares
1. José António da Silva Torres Ponce de Leão, 1.º Barão do Pico do Seleiro e 1.º Visconde da Serra do Pilar.